# كتاب فرنسا الجديدة
livre هي عملة فرنسا الجديدة، المستعمرة الفرنسية في كندا الحالية. قُسِّمت إلى ٢٠ sols، كل منها ١٢ deniers. livre فرنسا الجديدة كانت عملة استعمارية فرنسية، تميزت باستخدام النقود الورقية.

## تاريخ
بعد فترة أولية سادت فيها المقايضة، بدأ تداول [[جنيه فرنسي|livre الفرنسي]]. ولتشجيع دخول العملات المعدنية إلى المستعمرة، قُيّمت العملات المتداولة في فرنسا الجديدة بأعلى من قيمتها الحقيقية، مما أدى إلى ظهور ما monnoye de pays ( monnaie de pays الفرنسية باللغة الفرنسية الحديثة) أقل قيمة من العملة الفرنسية ( monnoye de France، monnaie de France باللغة الفرنسية الحديثة). حُددت العلاوة عند ثُمن في عام ١٦٦٤، ورُفعت إلى الثلث في عام ١٦٨٠. تميزت عملة فرنسا الجديدة بالاستخدام المكثف للعملات الورقية. ومع ذلك، لم تحافظ الإصدارات المبكرة على قيمتها. في عام ١٧١٧، أُلغيت علاوة العملات المعدنية، واستُردت نقود البطاقات بنصف قيمتها الاسمية، وعُدلت livre فرنسا الجديدة حُدد على أنه مساوٍ livre الفرنسي صُدرت المزيد من العملات الورقية. في خمسينيات القرن الثامن عشر، توقف دعم العملات الورقية بالعملات المعدنية، مما أدى إلى اكتناز العملات. بعد الغزو البريطاني لفرنسا الجديدة، فقدت العملات الورقية قيمتها، وتراجعت قيمة livre أُستبدل بالجنيه.

## عملات معدنية
انتشرت في فرنسا الجديدة مجموعة متنوعة من العملات، بما في ذلك الدولار الإسباني [[الريال الإسباني|reales الإسباني]] <span about="#mwt27" data-cx="[{&quot;adapted&quot;:true,&quot;partial&quot;:false,&quot;targetExists&quot;:true,&quot;mandatoryTargetParams&quot;:[],&quot;optionalTargetParams&quot;:[]}]" data-mw="{&quot;parts&quot;:[{&quot;template&quot;:{&quot;target&quot;:{&quot;wt&quot;:&quot;لغة&quot;,&quot;href&quot;:&quot;./قالب:لغة&quot;},&quot;params&quot;:{&quot;1&quot;:{&quot;wt&quot;:&quot;es&quot;},&quot;2&quot;:{&quot;wt&quot;:&quot;reales&quot;}},&quot;i&quot;:0}}]}" data-ve-no-generated-contents="true" id="mwMA" title="Spanish-language text" typeof="mw:Transclusion"><i lang="es">reales</i></span> الإسبانية الاستعمارية. في عام ١٦٧٠، كانت العملات الفضية من فئة ٥ و١٥ sols طُرحت للاستخدام في فرنسا الجديدة. في عام ١٧٠٩، صُدرت عملة المليار ٣٠ denier صُدرت عملات معدنية في المستعمرة، تلاها إصدار مليار و15 deniers في عام 1711. 9 deniers نحاسي تبع ذلك في عام 1722. وفي عام 1738، أُضيف مليار و2 sol أُدخلت العملات المعدنية إلى فرنسا، والتي تُداولت أيضًا في فرنسا الجديدة. عُرفت هذه العملات أيضًا باسم و 1 sols marqués.

## الأوراق النقدية
في عام ١٦٨٥، طُرِحَت "عملات البطاقات". كانت هذه أوراقًا نقدية بسيطة، مكتوبة بخط اليد على ظهر أوراق اللعب، استُخدمت بسبب نقص العملات المعدنية. استُردّت أول عملة بعد ثلاثة أشهر. ورغم استياء السلطات الفرنسية، طُرِحَت المزيد من الإصدارات في تسعينيات القرن السابع عشر. أدى التضخم إلى انخفاض قيمة عملات البطاقات، حتى استُردت بنصف قيمتها الاسمية عام ١٧١٧.
في عشرينيات القرن الثامن عشر، قدمت الحكومة سندات إذنية، تُعرف باسم ordonances أعيد استخدام النقود الورقية في عام 1729. فئات 6 و12 و24 livres صدرت في عام 1729، تلاها 30 sols في عام 1733، 20 sols في عام 1734، 3 livres في عام 1742، و و 15 sols في عام 1749. وفي عام 1753، قُدمت أوراق الخزانة (المعروفة أيضًا باسم ordonances ). 48- livre قُدمت الأوراق النقدية في عام 1753، تلاها 20 sols في عام 1754، 3 و 24 livres في عام 1756، 12 و 96 livres في عام 1757، و6 livres في عام 1758.

## روابط خارجية
- العملات الفرنسية لكندا ولويزيانا
- عملات المستعمرات الفرنسية